# Repetition (Information Society)
Repetition è un singolo del gruppo musicale statunitense Information Society, pubblicato nel 1989 come quarto estratto dal primo album in studio Information Society.

## Successo commerciale
Il singolo ottenne grande successo negli Stati Uniti.